# IBBY
International Board on Books for Young People (IBBY) este o asociație internațională a cărții pentru copii și tineret, cu sediul în Elveția. A fost fondată în 1953, la Zürich, ca organizație non-profit, avându-i printre membrii fondatori și pe Erich Kästner și Astrid Lindgren. Asociația acordă premii literare în domeniul literaturii pentru copii și tineret, cât și premii pentru executarea grafică a lucrărilor.
În prezent asociația e compusă din peste 70 de secții naționale.

## Secții naționale
Secții naționale ale IBBY există în:
Afganistan,
Argentina,
Armenia,
Australia,
Austria,
Azerbaidjan,
Belgia,
Bolivia,
Bosnia-Herțegovina,
Brazilia,
Cambodgia,
Canada,
Chile,
China,
Columbia,
Costa Rica,
Croația,
Cuba,
Cipru,
Cehia,
Danemarca,
Ecuador,
Egipt,
Estonia,
Finlanda,
Franța,
Germania,
Ghana,
Grecia,
Haiti,
Islanda,
India,
Indonezia,
Iran,
Irlanda,
Israel,
Italia,
Japonia,
Republica Coreea,
Kuwait,
Letonia,
Liban,
Lituania,
Malaysia,
Mexic,
Republica Moldova,
Mongolia,
Olanda,
Noua Zeelandă,
Nigeria,
Norvegia,
Pakistan,
Palestina,
Peru,
Polonia,
România,
Rusia,
Rwanda,
Slovacia,
Slovenia,
Africa de Sud,
Spania,
Suedia,
Elveția,
Thailanda,
Tunisia,
Turcia,
Uganda,
Ucraina,
Emiratele Arabe Unite,
Regatul Unit,
Statele Unite,
Uruguay,
Venezuela,
Zambia,
Zimbabwe.

### În Republica Moldova
Secția națională a IBBY activează la Chișinău pe lângă Biblioteca Națională pentru Copii "Ion Creangă", fiind condusă de Claudia Balaban, directorul bibliotecii sus-menționate. Din cadrul secției naționale a IBBY din Moldova fac parte scriitori cu renume în literatura pentru copii (Spiridon Vangheli, Ion Anton, Iulian Filip, Ion Hadârcă ș.a.), artiști plastici (Oleg Cojocaru, Valeriu Herța ș.a.) și bibliotecari (Claudia Balaban, Eugenia Bejan, Lidia Culicovschi).
IBBY este organizatorul principal al Saloanelor Internaționale ale Cărții pentru Copii și Tineret, organizate la Chișinău, sub înaltul patronaj al domnului Marian Lupu, ex-Președinte al Parlamentului Republicii Moldova.

## Congrese mondiale
O dată la doi ani, o secție națională găzduiește Congresul mondial IBBY:
- 2020 Moscova
- 2018 Istanbul
- 2016 Auckland
- 2014 Ciudad de México
- 2012 Londra
- 2010 Santiago de Compostela
- 2008 Copenhaga
- 2006 Macau
- 2004 Cape Town
- 2002 Basel
- 2000 Cartagena
- 1998 New Delhi

## PreședințiiIBBY International
- Otto Binder 1953-56 (Elveția)
- Hans Rabén 1956-58 (Suedia)
- Enzo Petrini 1958-60 (Italia)
- Jella Lepman 1960-62 (Elveția)
- Richard Bamberger1962-66 (Austria)
- Zorka Peršic Vrtaca1966-70 (Iugoslavia)
- Niilo Visapää 1970-74 (Finlanda)
- Hans Halbey 1974-78 (RFG)
- Knud-Eigil Hauberg-Tychsen1978-82 (Danemarca)
- Miguel Azaola 1982-86 (Spania)
- Dušan Roll 1986-90 (Cehoslovacia)
- Ronald Jobe 1990-94 (Canada)
- Carmen Diana Dearden 1994-98 (Venezuela)
- Tayo Shima 1998-2002 (Japonia)
- Peter Schneck 2002-06 (Austria)
- Patricia Aldana 2006-10 (Canada)
- Ahmad Redza Ahmad Khairuddin 2010-14 (Malaysia)
- Wally de Doncker 2014-prezent (Belgia)

## Premii acordate
- Medalia Jella Lepman
- Premiul Hans Christian Andersen
- IBBY Honour List

## Bookbird
Bookbird: A Journal of International Children's Literature (ISSN 0006 7377) is a refereed journal published quarterly by IBBY.